# Єльтай (Алматинська область)
Єльта́й (каз. Елтай) — село у складі Карасайського району Алматинської області Казахстану. Входить до складу Єльтайського сільського округу.
Населення — 3001 особа (2021; 1205 у 2009, 1182 у 1999, 915 у 1989).